# Wesley Ramey
Wesley Ramey est un boxeur américain né le 17 septembre 1909 à Everett Township, Michigan, et mort le 10 mars 1997.

## Biographie
Passé professionnel en 1929, il compte à son palmarès plusieurs victoires prestigieuses face à Tony Canzoneri, Benny Bass, Lew Jenkins et Cocoa Kid. Considéré comme le champion sans couronne des poids légers dans les années 1930, Ramey sera classé dans les 10 premiers boxeurs de la catégorie toute la décennie sans avoir jamais eu la possibilité de livrer un combat de championnat du monde. Il met un terme à sa carrière en 1941 sur un bilan de 152 victoires, 28 défaites et 14 matchs nuls.

## Distinction
- Wesley Ramey est honoré à titre posthume par l'International Boxing Hall of Fame en 2013[1].